# Zdzisław Krudysz
Zdzisław Krudysz (ur. 15 lutego 1961 w Koszalinie) – polski kolarz szosowy, medalista mistrzostw Polski, reprezentant Polski

## Życiorys
Był zawodnikiem LKS Tęczy Plon Rzeszów (1975-1982), Gwardii Katowice (1982-1988), zawodowej grupy Exbud (1989) i ponownie LKS Tęczy Plon Rzeszów (1990).
W 1984 zwyciężył w Wyścigu Kroniki Beskidzkiej i Startu Bielsko-Biała, w 1987 w Wyścigu o Puchar Dowódcy Marynarki Wojennej, w 1988 Małopolskim Wyścigu Górskimi Memoriale płk. Wasyla Skopenki. W 1988 zajął 2. miejsce w Wyścigu dookoła Nadrenii-Westfalii. Z Gwardią Katowice wywalczył dwa brązowe medale mistrzostw Polski w drużynowym wyścigu szosowym (1987, 1988). W 1989 został kolarzem pierwszej polskiej grupy zawodowej Exbud. W jej barwach wystąpił bez większych sukcesów m.in. w Tour de Romandie (17 m.), wyścigu Paryż-Nicea (nie ukończył). Reprezentował Polskę na mistrzostwach świata w 1989 w wyścigu ze startu wspólnego zawodowców (nie ukończył zawodów). Zakończył karierę w 1990.